# Iron Monger
Obadiah Stane, alias Iron Monger est un super-vilain évoluant dans l'univers Marvel de la maison d'édition Marvel Comics. Créé par le scénariste Dennis O'Neil et le dessinateur Luke McDonnell (en), le personnage de fiction apparaît pour la première fois dans le comic book Iron Man (vol. 1) #163 en octobre 1982.
Le personnage est au départ connu pour être un homme d'affaires, ennemi récurrent de l'industriel milliardaire Tony Stark (Iron Man). L'armure Iron Monger apparaît dans Iron Man (vol. 1) #200 en novembre 1985.
Le personnage a récemment été rendu plus populaire à la suite de la série télévisée Ultimate Iron Man et après avoir été adapté au cinéma dans le film Iron Man (2008).

## Biographie du personnage
Obadiah Stane était, depuis son enfance, une personne brutale et douée en manipulation psychologique, usant des faiblesses de ses adversaires pour les vaincre. Par exemple, encore enfant, il affronta aux échecs un jeune garçon dont les capacités étaient égales aux siennes. Afin de l'emporter, il tua le chien du garçon pour qu'il soit distrait par la tristesse et remporta la partie. Par la suite, il n'avança dans la vie que par de telles manipulations. Stane eut aussi lui-même un choc après avoir vu son père se tirer une balle dans la tête à la roulette russe.
Devenu adulte, Stane devint un riche homme d'affaires et un vendeur d'armes dirigeant sa propre compagnie, « Stane International », travaillant en collaboration avec l'industriel Howard Stark, le directeur de Stark International. Lorsque ce dernier périt avec sa femme dans un accident de voiture, Stane décida de prendre le contrôle de sa société, maintenant contrôlée par leur fils Tony Stark (alias Iron Man). Comme à son habitude, Stane employa une série de coups psychologiques pour atteindre moralement Stark, incluant le sabotage de Stark Industries, l'attaque de son ami James Rhodes, la confrontation avec Stark, sa manipulation au moyen de l'une de ses maîtresses, etc.
Tony apprit finalement que Stane était le responsable de tous ces évènements, mais ne parvint pas à obtenir la preuve de ses méfaits. Cette série d'incidents conduisit Stark à tomber dans l'alcoolisme, l'amenant à cesser temporairement sa carrière en tant qu'Iron Man, qui fut assurée durant cette période par Rhodes. Avec l'aide du SHIELD, Obadiah racheta Stark International et l’intégra à sa société Stane International, laissant Tony Stark à sa déchéance, devenant un vagabond sans-abri. Par la suite, Rhodes refusa de remettre l'armure d'Iron Man à Stane.
Cependant, Stark, toujours à la rue, se lia d'amitié avec une femme enceinte vagabonde. La jeune femme périt lors de l'accouchement mais fit promettre à Stark de protéger son enfant. Ce vœu donna la force à Tony de surmonter son addiction. Rétabli, des dissensions augmentent entre Rhodes et Tony. Celui-ci réticent à reporter l'armure prend d'abord son armure mark I et crée une nouvelle entreprise d’informatique à succès, Circuits Maximus.
Durant sa lutte avec Iron Man, Stane fit par la suite une alliance avec Madame Masque. Stane, alors révélé être l'amant de Madame Masque, envoie l'un de ses hommes attaquer Circuits Maximus et comprend que le « nouvel » Iron Man est en fait Stark. Décidé à en finir avec son rival, il échange les esprits de Bethany Cabe et Madame Masque au moyen d'une machine, enlève Pepper Potts, Happy Hogan (en) et Bambi Arbogast et tue Morley Erwin en faisant exploser Circuits Maximus.
Stane fit alors des recherches et découvrit des notes laissées par Stark sur la conception de l'armure. Cependant, ces notes étaient incomplètes et complexes à mettre en œuvre. Stane fit venir une équipe de scientifiques pour les analyser et utilisa le résultat pour créer l'armure Iron Monger, supposée être bien plus puissante que celle d'Iron Man. Il considéra temporairement l'idée d'en créer une armée, pour envahir le pays qu'il voudrait. 
Il crut ainsi pouvoir ramener Stark à son alcoolisme, mais une confrontation de Tony avec la sœur d'Erwin à l’hôpital conduisit Stark à créer une nouvelle armure, l'armure Silver Centurion mark VII pour combattre Stane une fois de plus.
En tant qu'Iron Man, Stark fit face à Stane pour la propriété de Stane International et défit ses agents, même ceux qui avaient montrés être de taille contre son armure précédente. Stane revêtit l'armure Iron Monger et se confronta à Stark, mais il s'avéra que, si l'Iron Monger était plus puissante que l'armure originale d'Iron Man, elle ne l'était plus face au modèle Silver Centurion. Stane tenta de piéger Iron Man en utilisant ses amis comme otage, mais échoua.
Utilisant sa dernière carte, Stane s'empara du bébé que Stark avait été chargé de protéger et menaça de l'écraser de ses mains si Stark ne retirait pas son casque. Mais Tony se rendit compte à ce moment que Stane n'était pas encore assez expérimenté pour contrôler son armure sans l'aide d'un ordinateur. Il détruisit l'ordinateur, faisant perdre en partie le contrôle de Iron Monger à Stane, lui permettant de sauver le bébé. Définitivement vaincu, Stane se suicida en retirant son casque puis en se projetant un rayon répulseur à bout portant en pleine tête. Iron-Man fut ainsi la seule personne à assister à la mort de Stane. Le personnel de sécurité de Stane International enleva rapidement le cadavre de la scène du combat.
Par la suite, Stark reprit le contrôle de sa fortune mais décida de ne pas récupérer Stane International. Au lieu de cela, il préféra créer une nouvelle société, Stark Entreprises, basée en Californie. La mort d’Obadiah Stane ne fut jamais annoncée officiellement ; seuls Tony Stark, quelques-uns de ses associés, ainsi que le personnel de sécurité de Stane International et des hauts responsables du SHIELD sont au courant de son décès. Stane International continua d'être le fournisseur principal du SHIELD jusqu’à ce que finalement Stark décide de récupérer son ancienne société, l’intégrant à son conglomérat des Entreprises Stark.

## Pouvoirs, capacités et équipement
Obadiah Stane n'a aucun super-pouvoir. C'est par contre un génie intellectuel et un ancien champion du jeu d'échecs, un expert en manipulation psychologique ainsi qu'un excellent homme d'affaires, n’hésitant pas à recourir aux moyens les plus illégaux pour parvenir à ses fins. Cependant, il est affligé d'un complexe narcissique classique à ce type de personnage, son égo démesuré constituant sa plus grande faiblesse.
L'armure Iron Monger confère à Stane une grande variété de facultés surhumaines, notamment :
- une force lui permettant de soulever (ou d’exercer une pression équivalente à) environ 50 tonnes ;
- une résistance surhumaine (le revêtement de l'armure est constitué d’un alliage en acier omnium, extrêmement résistant aux dommages) ;
- la capacité de voler dans les airs à grande vitesse avec les boot-jets intégrés à l'armure (sur chaque botte de l'armure, deux turbines alimentées par électromagnétisme compriment l’air ambiant jusqu’à le porter à incandescence, produisant ainsi la poussée nécessaire pour voler dans les airs) ;
- l'émission de rayons de particules (ou « rayons répulseurs »), de lasers, etc.

L'armure de Stane s'appuyant sur l'originale d'Iron Man, elle possède les mêmes capacités mais avec une puissance supérieure. Cependant, contrairement au modèle original, il s'agit plus d'un exosquelette à piloter que d'une armure, celle-ci étant bien plus imposante que celle d'Iron Man.
L'armure est en partie contrôlée grâce à un ordinateur extérieur à l’armure, une faiblesse qu'Iron Man exploitera pour la désactiver. Dans le film Iron Man, elle est aussi vulnérable aux températures très basses et peut givrer, contrairement à l'armure de Stark que celui-ci a modifié pour y résister.
Stane utilisa également le « Briseur de circuits », une arme volante robotisée capable de projeter des missiles air/sol, ainsi qu'une machine conçue pour échanger les esprits entre deux corps humains.

## Apparitions dans d'autres médias
Sauf indication contraire, les informations mentionnées dans cette section peuvent être confirmées par la base de données cinématographiques IMDb,  présente dans la section « Liens externes ».

### Films

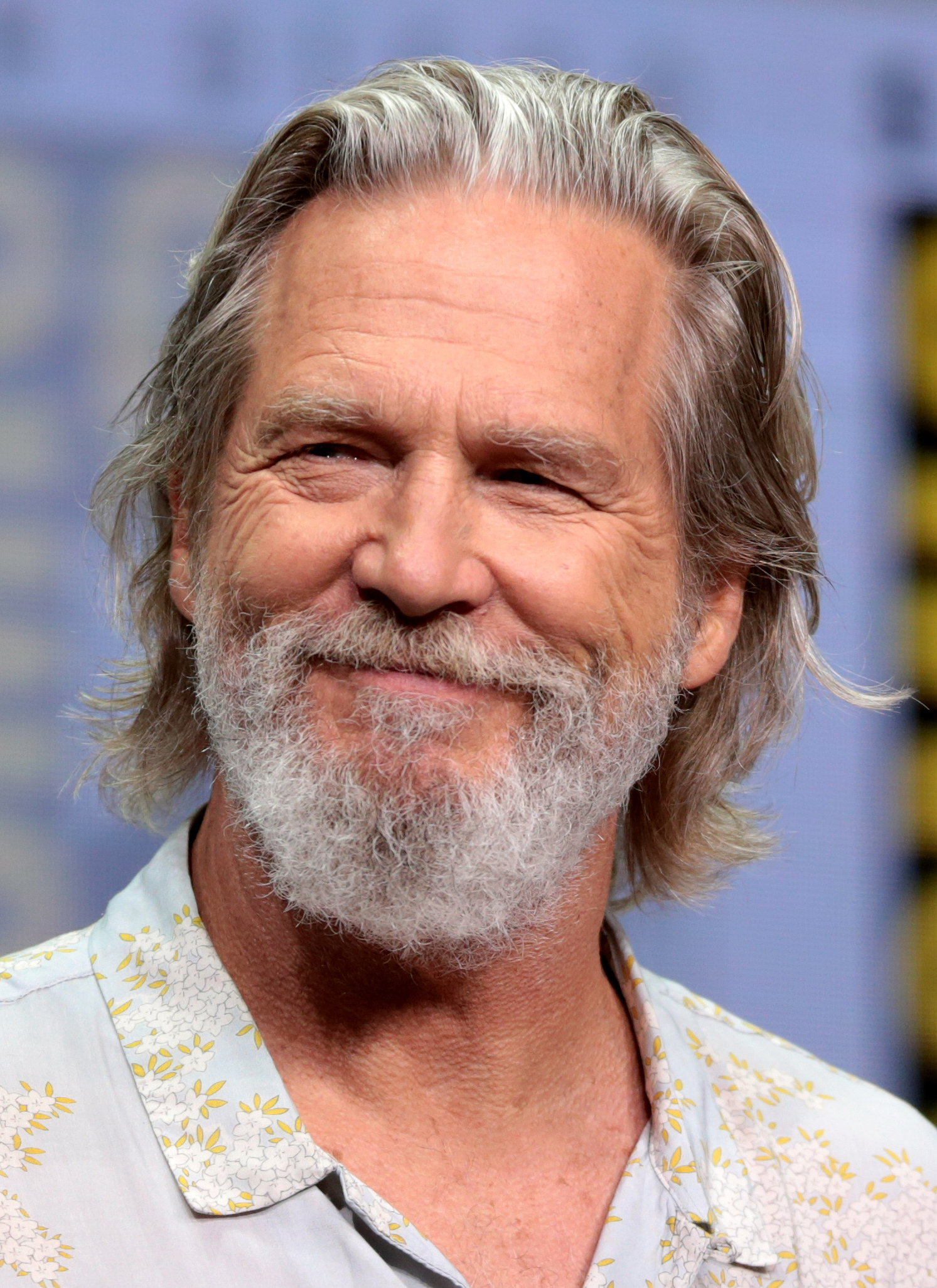
Jeff Bridges incarne Obadiah Stane / Iron Monger dans le film Iron Man (2008).

Interprété par Jeff Bridges dans l'univers cinématographique Marvel
- 2008 : Iron Man réalisé par Jon Favreau – Associé jaloux de Tony Stark, Obadiah Stane est furieux de ne pas être le président de Stark Industries. En collaborant secrètement avec l'organisation terroriste Les Dix Anneaux, Stane décide de construire une réplique de l'armure Iron Man, l'Iron Monger pour éliminer Stark.
- 2019 : Spider-Man: Far From Home réalisé par Jon Watts – images d'archives.

### Télévision
- 2008-2012 : Iron Man: Armored Adventures (série d'animation)

Dans cette version, Obadiah Stane est l'associé d'Howard Stark, mais, contrairement à ce dernier, préférerait que la société renonce à ses valeurs de ne pas faire d'armes afin de se concentrer sur le profit. Il est ensuite mis en évidence que c'est lui qui provoque "l'accident" qui tue Howard Stark et blesse le jeune Tony, rendant ce dernier cardiaque mais en réalité c'était Gene Khan qui avait enlevé Howard et fait exploser l'avion des Starks, ce qui innocente Stane et lui laisse une occasion de prendre le contrôle de Stark Industries.
Comme dans cet univers Tony Stark est un adolescent de 16 ans et n'est donc pas majeur, Stane se voit revenir le contrôle de Stark Industries après la supposée mort d'Howard, ignore les demandes de Tony de participer et commence à produire des armes. Bien qu'il ne soit pas encore devenu Iron Monger dans la saison 1, il le devient dans la saison 2 juste après avoir mis la main sur les plans de l'armure d'Iron Man grâce au mercenaire Fantôme. Stane s'impose comme l'un des trois antagonistes majeurs, le second étant le Mandarin et le troisième étant Justin Hammer.
Lorsque Tony commence sa carrière en tant qu'Iron Man, Stane, ignorant sa vraie identité, ne tarde cependant pas à s'intéresser à son armure, qu'il espère pouvoir obtenir pour la produire en masse et en tirer profit. Il tente par deux fois de convaincre Iron Man de travailler pour lui, en vain. Il devine que Tony est Iron Man après son renvoi de Stark Industries quand Tony révèle son association avec Fantôme au conseil d'administration de Stark International, il décide de se venger en utilisant Iron Monger pour détruire Tony mais il subit le plan de Justin Hammer qui tentait de contrôler l'armure Iron Monger pour nuire à Stane. Il tombe dans le coma par la suite et laisse à Hammer l'occasion de prendre Stark Industries, plus tard Howard Stark revient reprendre le contrôle de son entreprise définitivement de plus Tony a eu 18 ans à la fin de la série ce qui veut dire que s'il arrivait encore quelque chose à Howard, Tony serait le nouveau PDG de Stark International, laissant Stane dans l’incapacité de rediriger l'entreprise des Starks.
Dans cette version, il est le père de Whitney Stane, alias Madame Masque.